# Николаенко, Мария Харитоновна
Мария Харитоновна Брацлавская (Николаенко) (род. 15 октября 1936, Кирово, Винницкая область) — украинский советский деятель, новатор сельскохозяйственного производства, доярка колхоза «Украина» Немировского района Винницкой области. Депутат Верховного Совета УССР 6—8-го созывов. Герой Социалистического Труда (22.03.1966).

## Биография
Родилась в крестьянской семье Харитона Брацлавского. В 1949 году окончила семилетнюю школу в селе Кирово (теперь — на Четвереньках) Немировского района Винницкой области.
Трудовую деятельность начала в 1949 году телятницей колхоза «Память Ленина» (с 1958 года — «Украина») села Кирово Немировского района Винницкой области. С 1954 года работала дояркой в этом же колхозе.
Получала по 4500 и 5000 килограммов молока от каждой коровы. Так, в 1979 году среднегодовой надой молока на корову закреплённой за Марией Николаенко группы коров составлял 4611 кг.
Член КПСС с 1959 года. Делегат XXIV съезда КПСС.
Окончила вечернюю среднюю школу.
С 1991 года — на пенсии в селе Кирово (теперь — Рачки) Немировского района Винницкой области.

## Награды
- Герой Социалистического Труда (22.03.1966)
- дважды орден Ленина (26.02.1958, 22.03.1966)
- орден Трудового Красного Знамени (1971)
- орден Октябрьской Революции (1973)
- орден Трудовой Славы III ст. (1976)
- орден Трудовой Славы II ст. (1986)
- медаль «За трудовое отличие» (1970)
- медаль «За долголетний добросовестный труд»
- медали